# Michael Muhammad Knight
Michael Muhammad Knight (narozen 1977) je americký muslimský spisovatel, novinář a umělec. Mezi americkou muslimskou komunitou získal pověst ostentativního kulturního provokatéra. Svou knihou The Taqwacores podnítil vznik hnutí muslimského punku s názvem Taqwacore.

## Životopis
Je irského původu a byl vychováván jako katolík. První jeho setkání s islámem bylo, když ve 13 letech objevil Malcolma X díky textům hip-hop skupiny Public Enemy. V 15 letech přečetl knihu autora Alex Haleye Autobiography of Malcolm X a jeho studium islámu se stalo tak intenzivním, že v 17 letech k němu konvertoval. Odcestoval do Islamabadu v Pákistánu, a studoval ve Faizalově mešitě. Dokonce se chtěl připojit k válce v Čečensku, vrátil se však do Ameriky a začal se věnoval muslimskému punku. 
V srpnu 2009 se v Kalifornii oženil se Sadaf Khatri 

## Knihy
- The Taqwacores

Kniha z roku 2002 vypráví příběh fiktivní skupiny muslimských punk-rockerů, žijících v Buffalo, stát New York. Kniha zaznamenává Straight edge, Sunnitský islám, Sufi punk, burku nosící Riot Grrrl a šíitské skinheady.
Knight původně šířil román jako ručně vázaný, v xeroxové formě zdarma. Kniha byla později dána do distribuce v Alternative Tentacles, punkovém vydavatelství založeném Jello Biafrou. Náhodné setkání s Petrem Lamborn Wilsonem vedlo k publikování knihy v Autonomedia (2004)
The Taqwacores byl zamýšlen jako román v němž se Knight loučí s Islámem , ale ohlas čtenářů znamenal, že přehodnotil svůj vztah k víře. Román inspiroval začátek celé "taqwacore scény", včetně skupin jako je the Kominas, Vote Hezbollah, Secret Trial Five. Carl Ernst, specialista na islám, připodobnil román k Salingerově románu "Kdo chytá v žitě" pro mladé muslimy.  Dnes je součástí výuky na školách Vassar, University of Arkansas-Fayetteville, Trinity College, Canisius College, Indiana University.
Kniha inspirovala k dokumentárnímu filmu Taqwacore:The Birth of Punk Islam , který režíroval Omar Majeed,je záznamem cest několika Taqwacore skupin po Spojených státech (premiéra Montreal, Kanada,19. října, 2009).
- Blue-Eyed Devil (Cestovní zápisky z hledání pravého amerického islámu)
- The Five Percenters
- Osama Van Halen
- Impossible Man, Or, F. Scott Fitzgerald and the Rise of Islam
- Journey to the End of Islam [6]